# Аденоассоциированный вирус
Аденоассоциированный вирус (англ. Adeno-associated dependoparvovirus A, AAV) — малый вирус, инфицирующий клетки человека и некоторых других приматов. Аденоассоциированный вирус, по-видимому, не вызывает заболевания у человека и, соответственно, вызывает слабый иммунный ответ.
Аденоассоциированный вирус может инфицировать делящиеся и неделящиеся клетки и может встраивать свой геном в геном хозяина. Эти особенности делают AAV особенно привлекательным кандидатом для создания вирусных векторов для генной терапии.
Аденоассоциированный вирус принадлежит к роду Dependoparvovirus семейства парвовирусов (Parvoviridae). Вирус имеет небольшие размеры (20 нм), не имеет липидной оболочки и не кодирует собственных ферментов репликации.

## История
В 1965 году Роберт Атчисон опубликовал статью, в которой был описан новый вирус, названный аденоассоциированным вирусом. Вирусные частицы были обнаружены при помощи электронной микроскопии в препаратах аденовируса обезьян, которые были несколько раз пересажены на первичных культурах клеток почки макаки резус. Группой Атчисона частицы нового вируса диаметром 24 нм были отделены от более крупных частиц аденовируса диаметром 80 нм при помощи ультрафильтрации.
После выделения было показано, что частично очищенные вирионы аденоассоциированного вируса не могут самостоятельно реплицироваться, однако могут реплицироваться и распространяться в культурах, заражённых аденовирусом. Таким образом, аденоассоциированный вирус оказался дефектным вирусом-спутником, нуждающимся во вспомогательном вирусе для полноценной репликации. Так как аденоассоциированной вирус не кодирует собственной ДНК-полимеразы, для размножения ему требуется вспомогательный вирус, как правило, аденовирус.
В июле 2013 года в результате ревизии семейства 4 близких вида объединили в один, сменив название рода на Dependoparvovirus, а вида — на Adeno-associated dependoparvovirus A.

## Вектор для генной терапии

### Преимущества и недостатки
Аденоассоциированный вирус дикого типа имеет некоторые преимущества для генной терапии. Одним из основных преимуществ является то, что этот вирус не является патогенным. Аденоассоциированный вирус может инфицировать неделящиеся клетки и может встраиваться в геном хозяина по специфическим участкам (AAVS1) девятнадцатой хромосомы.
Данная особенность делает аденоассоциированный вирус более предсказуемым, чем ретровирусы. Ретровирусы являются потенциально опасными как мутагены, так как встраиваются в геном хозяина случайным образом, что может привести к возникновению раковых опухолей. Геном аденоассоциированного вируса обычно встраивается по специфическому сайту, а случайные встраивания происходят с ничтожной частотой. При создании векторов для генной терапии на основе аденоассоциированного вируса из ДНК вируса удаляют гены rep и cap. Нужный ген вместе с промотором встраивают между инвертированными концевыми повторами (англ. inverted terminal repeats, ITR), в результате чего в ядре после синтеза клеточной ДНК-полимеразой второй цепочки ДНК образуются конкатемеры. Векторы для генной терапии на основе аденоассоциированных вирусов образуют эписомальные конкатемеры в ядре клетки хозяина. В неделящихся клетках данные конкатамеры остаются интактными, в делящихся клетках ДНК аденоассоциированного вируса теряется при делениях клетки, так как эписомальная ДНК не реплицируется при репликации ДНК клетки хозяина. Случайное встраивание ДНК аденоассоциированного вируса в геном хозяина происходит весьма редко. Аденоассоциированный вирус также обладает очень низкой иммуногенностью, по-видимому, ограниченной низкой эффективностью образования нейтрализующих антител, в то время как для последних чётко не показана цитотоксичность. Описанные особенности, а также возможность заражать неделящиеся клетки, обуславливает преимущества аденоассоциированного вируса над аденовирусами для генной терапии.
Использование аденоассоциированного вируса имеет также и некоторые недостатки. Ёмкость генома вируса, доступная для клонирования терапевтических генов, составляет всего около 4800 пар нуклеотидов. Таким образом, данный вектор не подходит для клонирования крупных генов. Инвертированные концевые повторы двух геномов могут гибридизоваться и образовывать конкатемеры голова-хвост, практически удваивая ёмкость вектора.
Инфекция вирусом дикого типа часто вызывает активацию гуморального иммунитета. Активность нейтрализующих антител в некоторых случаях снижает применимость серотипа AAV2. AAV2 может проникать и в мозг и является строго специфичным к нейронам.

### Клинические испытания
В настоящий момент препараты (векторы) на основе аденоассоциированного вируса для лечения муковисцидоза и гемофилии проходят первый этап клинических испытаний. Многообещающие результаты были получены после первой фазы клинических испытаний препаратов против болезни Паркинсона. По результатам других клинических испытаний показана безопасность векторов на основе аденоассоциированного вируса при болезни Канавана, мышечной дистрофии и при синдроме Бильшовского-Янского.
| Заболевание                 | Ген          | Способ введения    | Фаза испытаний | Количество испытуемых | Статус                                                            |
| --------------------------- | ------------ | ------------------ | -------------- | --------------------- | ----------------------------------------------------------------- |
| Муковисцидоз                | CFTR         | Легкие, аэрозоль   | I              | 12                    | Завершены                                                         |
| Муковисцидоз                | CFTR         | Легкие, аэрозоль   | II             | 38                    | Завершены                                                         |
| Муковисцидоз                | CFTR         | Легкие, аэрозоль   | II             | 100                   | Завершены                                                         |
| Гемофилия B                 | FIX          | Внутримышечено     | I              | 9                     | Завершены                                                         |
| Гемофилия B                 | FIX          | Печеночная артерия | I              | 6                     | Завершены                                                         |
| Артрит                      | TNFR:Fc      | Внутрисуставно     | I              | 1                     | Продолжаются                                                      |
| Наследственная эмфизема     | AAT          | Внутримышечено     | I              | 12                    | Продолжаются                                                      |
| Мышечная дистрофия          | Саркогликан  | Внутримышечено     | I              | 10                    | Продолжаются                                                      |
| Болезнь Паркинсона          | GAD65, GAD67 | Внутрь черепа      | I              | 12                    | Завершены                                                         |
| Болезнь Канавана            | AAC          | Внутрь черепа      | I              | 21                    | Продолжаются                                                      |
| Болезнь Баттена             | CLN2         | Внутрь черепа      | I              | 10                    | Продолжаются                                                      |
| Синдром Альцгеймера         | NGF          | Внутрь черепа      | I              | 6                     | Продолжаются                                                      |
| Спинальная мышечная атрофия | SMN1         | интратекально      | I–III          | 15                    | Несколько испытаний завершено, несколько продолжается (Zolgensma) |

Клинические испытания для лечения рака простаты находятся на 2005 год в третьей стадии, однако, эти исследования ex vivo не включают прямого назначения аденоассоциированного вируса пациентам.

## Патология
Считается, что аденоассоциированный вирус не вызывает заболеваний человека. Однако показано, что данный вирус является фактором риска развития мужского бесплодия. Геномную ДНК аденоассоциированных вирусов обнаруживают в образцах спермы с нарушениями структуры и функции сперматозоидов. Однако, не выявлено прямой связи между данной инфекцией и мужским бесплодием.

### Роль в развитии гепатоцеллюлярной карциномы
По результатам недавних исследований больных с редкими формами гепатоцеллюлярной карциномы, высказывается предположение, что вирус AAV2 может играть роль в пусковых механизмах развития этого вида рака. Поскольку мишенью вируса AAV2 являются гены, играющие важную роль в размножении клеток, исследователи полагают, что инфицирование приводит к их чрезмерной активации, в результате чего запускается опухолевый рост. Это открытие ставит под сомнение безопасность использования вирусов AAV2 для генной терапии.

## Структура

### Геном, транскриптом и протеом
Геном аденоассоциированного вируса содержит (+ или -) одноцепочечную ДНК (ssDNA) длиной около 4,7 тысяч нуклеотидов. На концах молекулы геномной ДНК располагаются инвертированные концевые повторы (англ. inverted terminal repeats, ITRs). Геном содержит две открытые рамки считывания (англ. ORF): rep и cap. Первая содержит четыре перекрывающихся гена, кодирующих белки Rep, которые необходимы для жизненного цикла вируса, вторая рамка считывания содержит перекрывающиеся нуклеотидные последовательности белков капсида: VP1, VP2 и VP3, которые формируют икосаэдрическую головку капсида.

### Инвертированные концевые повторы
Последовательность инвертированных концевых повторов (англ. Inverted Terminal Repeat, ITR) составляет 145 нуклеотидов. ITR располагаются симметрично в геноме аденоассоциированных вирусов и необходимы для репликации геномной ДНК. Другим из свойств ITR является  способность образовывать шпильки, что обеспечивает возможность синтеза второй цепочки ДНК без участия праймазы. Инвертированные концевые повторы также требуются для интеграции ДНК вируса в специфический участок девятнадцатой хромосомы человека и для освобождения ДНК провируса из хромосомы, а также для образования комплексов ДНК аденоассоциированного вируса с белками оболочки, устойчивых к действию дезоксирибонуклеазы.
В случае генной терапии в цис-положении после терапевтического гена должен находиться ITR. Эту закономерность используют при получении рекомбинантных векторов на основе аденоассоциированного вируса (англ. recombinant AAV, rAAV), содержащих репортёрные или терапевтические гены. Показано, что ITR не требуются в цис-положении для осуществления репликации и укладки в капсид. В составе последовательности нуклеотидов гена rep обнаружен Rep-зависимый элемент, действующий в cis-положении (англ. cis-acting Rep-dependent element, CARE). В цис-положении CARE усиливает репликацию и сборку вирусных частиц.

#### Гены и белкиrep
«Левая сторона генома» содержит два промотора — p5 и p19, с которых транскрибируются две перекрывающихся мРНК различной длины. Каждый ген, кодирующий соответствующую мРНК содержит интрон, который может быть вырезан в процессе сплайсинга. В результате этого могут синтезироваться четыре различных мРНК, и, соответственно, четыре различных белка Rep с перекрывающимися последовательностями. Белки названы в соответствии с их молекулярными массами в кДа: Rep78, Rep68, Rep52 и Rep40. Rep78 и 68 специфически связывают в качестве праймера шпильку, которую образуют инвертированные концевые повторы и затем разрезают её по сайту концевого разрешения (англ. terminal resolution site). Было показано, что Rep78 и 68 необходимы для специфической интеграции ДНК аденоассоциированного вируса в геном хозяина. Четыре белка Rep связывают АТР и обладают хеликазной активностью. Данные белки усиливают транскрипцию с промотора p40, но ослабляют транскрипцию с промоторов p5 и p19.

#### Геныcapи белки VP
«Правая часть» (+)-цепи геномной ДНК аденоассоциированного вируса содержит перекрывающиеся последовательности, кодирующие три белка капсида — VP1, VP2 и VP3. Транскрипция этих генов начинается с одного промотора, p40. Молекулярная масса соответствующих белков составляет 87, 72 и 62 кДа, соответственно. Все три белка транслируются с одной мРНК. После транскрипции пре-мРНК может подвергаться сплайсингу двумя разными способами, при этом вырезается более длинный или более короткий интрон и образуются мРНК длиной 2300 или 2600 нуклеотидов. Обычно, особенно в присутствии аденовируса, вырезается более длинный интрон. В такой форме вырезается первый стартовый кодон AUG, с которого начинается синтез белка VP1, и уровень синтеза белка VP1 снижается. Первый кодон AUG, который остаётся в случае более длинного транскрипта, является стартовым кодоном для белка VP3. Однако, последовательность нуклеотидов, предшествующая этому кодону в пределах той же рамки считывания, содержит последовательность ACG, кодирующую треонин, которая окружена оптимальной последовательностью Козак . Это приводит к снижению синтеза белка VP2 (который представляет собой белок VP3 с дополнительными остатками аминокислот на N-конце.
Так как больший интрон предпочтительно вырезается из пре-мРНК и так как кодон ACG является более слабым стартовым кодоном, соответствующие белки in vivo экспрессируются в соотношении примерно 1:1:20, в таком же соотношении белки входят и в состав вирусной частицы. Уникальный фрагмент на N-конце белка VP1 имеют активность фосфолипазы А2 (англ. PLA2), которая, вероятно, требуется для освобождения вирусных частиц из поздних эндосом. Муралидар с соавторами показали, что белки VP2 и VP3 крайне необходимы для сборки вирусной частицы. Уоррингтон с соавторами показали, что белок VP2 не является строго необходимым для сборки вирусной частицы, а также не влияет на патогенные свойства вируса. Однако, на функционирование белка VP2 не влияют значительные встройки в N-концевую часть, в то время как встройки в VP1 снижают его фосфолипазную активность.
Кристаллическая структура белка VP3 в 2002 году была определена исследователями Кси и Бью с соавторами.

## Серотипы и рецепторы
К 2006 году были описаны 11 серотипов аденоассоциированного вируса. Все известные серотипы могут инфицировать клетки многих видов тканей. Тканевая специфичность определяется серотипом белков капсида, поэтому векторы на основе аденоассоциированого вируса конструируют, задавая необходимый серотип.

### Серотип 2
Серотип 2 аденоассоциированного вируса изучен наиболее подробно. Аденоассоциированный вирус серотипа 2 обладает природным сродством к скелетным мышцам, нейронам, гладким мышцам сосудов и гепатоцитам.
Для аденоассоциированного вируса серотипа 2 описан три клеточных рецептора: гепарансульфатпротеогликан (англ. HSPG), интегрин aVβ5 и рецептор 1 фактора роста фибробластов (англ. FGFR-1). Первый является первичным рецептором, последние два являются корецепторами, и позволяют аденоассоциированному вирусу попадать в клетку путём рецептор-опосредованного эндоцитоза. HSPG значительно представлен во внеклеточном веществе и действует как первичный рецептор, при этом очищая организм от частиц аденоассоциированного вируса и снижая эффективность заражения.
Исследования показали, что аденоассоциированный вирус серотипа 2 убивает раковые клетки, не повреждая при этом здоровые клетки. "Наши исследования показали, что аденоассоциированный вирус второго типа, который инфицирует большую часть популяции клеток, убивает многие типы раковых клеток, но не здоровые клетки, " сообщает Крейг Мейер, профессор иммунологии и микробиологии Медицинского колледжа Penn State в Пенсильвании. Данные исследования могут привести к созданию новых противораковых препаратов.

### Другие серотипы
Хотя аденоассоциированный вирус серотипа 2 является наиболее популярным серотипом в научных исследованиях, было показано, что другие серотипы могут быть более эффективными векторами для доставки генов. Например, аденоассоциированный вирус серотипа 6 лучше инфицирует клетки эпителия дыхательных путей, вирус серотипа 7 имеет очень высокий уровень трансдукции клеток скелетных мышц мыши, вируса серотипа 8 прекрасно трансдуцирует гепатоциты, а вирусы серотипа 1 и 5 очень эффективно доставляют гены в клетки эндотелия сосудов. Аденоассоциированный вирус серотипа 6, являющийся гибридом серотипов 1 и 2, также обладает более низкой иммунногенностью, чем вирус серотипа 2.
Серотипы отличаются рецепторами, с которыми происходит их связывание. Например, трансдукция вирусами серотипов 4 и 5 может быть ингибирована раствором сиаловой кислоты, а вирус серотипа 5 проникает в клетки через рецептор фактора роста тромбоцитов.

## Иммунный ответ
Аденоассоциированный вирус представляет особый интерес для генной терапии, ввиду ограниченной способности индуцировать иммунный ответ у человека. Эта особенность данного вируса делает его особенно удобным для трансдукции, так как снижает риск иммунных патологий.

### Врождённый иммунитет
У животных показан врождённый иммунный ответ на аденоассоциированный вирус. Внутривенное введение вируса мышам вызывает образование цитокинов воспаления, инфильтрацию нейтрофилов и других лейкоцитов в печени, что, по-видимому, значительно снижает количество введённых вирусных частиц.

### Гуморальный иммунитет
Показано, что вирус может вызывать гуморальный ответ как у животных, так и у человека. До 80 % человеческой популяции являются серопозитивными к серотипу 2. Показано, что нейтрализующие антитела могут снижать трансдукцию векторов на основе аденоассоциированного вируса при нескольких путях введения.

### Клеточный иммунитет
Клеточный иммунный ответ к вирусу и векторам, созданным на основе вируса был недостаточно изучен до 2005 года. Клинические исследования вектора на основе аденоассоциированного вируса серотипа 2 для лечения гемофилии В показали, что может происходить разрушение трансдуцированных клеток. Исследования показали, что CD8+ T-лимфоциты могут распознавать элементы капсида аденоассоциированного вируса in vitro, что свидетельствует о потенциальной возможности цитотоксического ответа на векторы в отношении Т-лимфоцитов. Однако, данные исследования не закончены и возможность такого цитотоксического ответа полностью не изучена.

## Жизненный цикл
В жизненном цикле аденоассоциированного вируса от стадии инфицирования клетки до образования новых вирусных частиц можно выделить несколько этапов:
1. прикрепление к плазматической мембране
2. эндоцитоз
3. перемещение в составе эндосомы
4. выход из поздней эндосомы или лизосомы
5. перемещение в ядро клетки
6. образование репликативной вирусной двуцепочечной ДНК
7. экспрессия генов rep
8. репликация геномной ДНК
9. экспрессия генов cap, синтез дочерней одноцепочечной ДНК
10. сборка вирионов
11. высвобождение вирусных частиц из заражённой клетки

Некоторые из этих этапов могут отличаться в зависимости от типа клеток. Параметры репликации ДНК вируса могут также отличаться и среди клеток одного типа, в зависимости от стадии клеточного цикла.
Аденоассоциированный вирус не способен реплицироваться в клетках, которые не заражены аденовирусами. Эта особенность образовывать вирусные частицы свидетельствует о том, что аденоассоциированный вирус произошёл от аденовирусов. Показано, что репликация ДНК аденоассоциированного вируса облегчается при наличии некоторых белков аденовирусов или других вирусов, например простого герпеса, или генотоксичных агентов, таких, как ультрафиолетовое излучение или гидроксимочевина.
Минимальный набор генов аденовируса, необходимых для размножения аденоассоциированных вирусов был описан Мацуситой и Эллингером с соавторами. Данное открытие позволило создать рекомбинантные аденоассоциированные вирусы, которым не требуется ко-инфицирование аденовирусом. В отсутствие вспомогательных вирусов или гентоксичных факторов, ДНК аденоассоциированного вируса может встраиваться в геном хозяина в эписомальной форме. В первом случае интеграция в геном хозяина осуществляется белками Rep78 и Rep68 и требует наличия инвертированных концевых повторов (англ. ITR) фланкирующих встраиваемую последовательность. У мышей геном аденоассоциированного вируса может находиться в виде эписомы (кольцевой ДНК, в ориентации голова-хвост) в неделящихся тканях—например, в скелетных мышцах.